# Arnold Kopelson
Arnold Kopelson (Ciutat de Nova York, 14 de febrer de 1935 - Beverly Hills, 8 d'octubre de 2018) fou un productor de cinema estatunidenc, guanyador de l'Oscar a la millor pel·lícula de 1986. Treballà en pel·lícules com Platoon, Seven, Esclat (Outbreak), El Fugitiu o The Devil's Advocate.

## Biografia
Després de doctorar-se en Dret a l'Escola de Dret de Nova York, treballà al món jurídic de la banca i de l'espectacle, especialitzant-se en el finançament de pel·lícules, i durant molts anys fou conseller de nombrosos bancs i institucions financeres que serviren a la indústria del cinema.
Més tard, creà la societat limitada Inter-Ocean Film Sales, amb Anne Feinberg, que es convertí en la seva muller, per a representar productors independents, concedint una llicència de les seves pel·lícules per tot el món i també finançant produccions de cinema. Des d'aleshores, el matrimoni produí pel·lícules de forma conjunta.
Kopelson produí 29 pel·lícules. Se'l guardonà amb un Oscar a la millor pel·lícula, un Globus d'Or, i un Premi Independent Spirit, tot per a la seva producció Platoon. Rebé una nominació per a l'Oscar a la millor fotografia per a la seva producció d'El Fugitiu. Les seves pel·lícules foren nominades 17 vegades als Òscars i sumaren 2,5 mil milions de dòlars en recaptació a tot el món.
Fou nomenat Productor de l'Any per l'Associació Nacional de Propietaris de Teatre, guardonat amb un premi per a la seva contribució a la Cinema Expo International, rebent el premi Motion Picture Showmanship del Publicist Guild of America. També rebé premis per a les seves produccions d'Esclat, Seven, i The Devil's Advocate. També rebé de part del Festival de Cinema de Deauville el seu premi més important per a la seva contribució a la indústria de l'entreteniment.
L'última producció de Kopelson fou el 2004 Tomb inesperat (Twisted), protagonitzada per Ashley Judd, Samuel L. Jackson, i Andy Garcia, i dirigida per Philip Kaufman i la Paramount Pictures. En els seus darrers anys de vida produí Don't Say A Word, protagonitzada per Michael Douglas per la 20th Century Fox.
Altres produccions que realitzà foren Un crim perfecte (1998), també protagonitzada per Michael Douglas i Gwyneth Paltrow; U.S. Marshals, per Tommy Lee Jones; la pel·lícula dirigida per Costa Gavras Mad City, protagonitzada per Dustin Hoffman i John Travolta; i The Devil's Advocate, protagonitzada per Al Pacino i Keanu Reeves. La filmografia compta amb d'altres obres cinematogràtifques com Eraser: eliminador, protagonitzada per Arnold Schwarzenegger; Seven, protagonitzada per Brad Pitt i Morgan Freeman; Outbreak, protagonitzada per Dustin Hoffman, Rene Russo, i Morgan Freeman; Falling Down, protagonitzada per Michael Douglas i Robert Duvall; Out For Justice, protagonitzada per Steven Seagal; Triumph Of The Spirit, protagonitzada per Willem Dafoe; i Murder At 1600, amb Wesley Snipes i Diane Lane. Kopelson també fou productor executiu de les sèries de televisió, The Fugitive i Thieves.
Durant molts anys, pertanyé a la Junta Directiva de la Branca de Productors de l'Acadèmia d'Arts de Cinema i Ciències i fou membre de la Junta de Mentors del Programa de Cinema de Peter Stark de la Universitat del Sud de Califòrnia. Parlà sobre la producció de cinema a l'Escola de Negocis Harvard, a l'American Film Institute, a l'Escola Tisch de les Arts, a la Universitat de Nova York, a l'Escola de Dret de Nova York, al Gremi d'Escriptors d'Amèrica, entre altres llocs, i també escrigué diversos articles sobre finançament de pel·lícules. El 1998, rebé el Premi Distinguished Alumnus de l'Escola de Dret de Nova York per la seva carrera. També fou membre de la junta de la corporació de la CBS.